# Margovula crawfordcatei
Margovula crawfordcatei is een slakkensoort uit de familie van de Ovulidae. De wetenschappelijke naam van de soort is voor het eerst geldig gepubliceerd in 2009 door Lorenz & Fehse.